# TREM1
TREM1 (англ. Triggering receptor expressed on myeloid cells 1; CD354) — клеточный рецептор, продукт гена человека TREM1

## Функции
TREM1 стимулирует воспалительную реакцию, опосредованную моноцитами, макрофагами и нейтрофилами, и приводить к выбросу провоспалительных хемокинов и цитокинов. Воспалительная реакция также может стимулироваться рядом рецепторов, включая рецепторы, сопряжённые с G-белком (например, FPR1), Fc-рецепторы, CD14, толл-подобные рецепторы (в первую очередь TLR4) и рецепторами к цитокинам (например, IFNGR1). Активация этих рецепторов также может сенсибилизировать миелоидные клетки к ответу на другие раздражители. Миелоидные клетки экспрессируют рецепторы иммуноглобулинового суперсемейства, такие как TREM1, которые могут нести как активирующую (KIR2DS1), так и ингибирующую KIR2DL1) функцию.
В гранумоцитарных клетках TREM1 активируется C/EBPε независимо от воспалительной реакции.

## Тканевая локализация
Высокий уровень экспрессии обнаружен во печени, лёгких и селезёнке взрослого организма, но не в соответствующих тканях плода. Также экспрессируется в лимфатическом узле, плаценте, спинном мозге и сердце. Экспрессия более выражена в лейкоцитах периферической крови, чем в костном мозге и в нормальных клетках, чем в злокачественных клетках. Экспрессирован с низким уровнем на начальном этапе развития кроветворной системы и в промоноцитарной стадии и на высоких уровнях в зрелых моноцитах. Экспрессия значительно повышается при острых воспалительных поражениях, вызванных бактериями и грибками. Растворимая изоформа 2 была обнаружена в лёгких, печени и зрелых моноцитах.

## Взаимодействия
Взаимодействует с цитозольным адаптерным белком TYROBP.

## Структура
Имеет один иммуноглобулино-подобный домена типа V. Включает 234 аминокислоты, молекулярная масса 26,4 кДа. Альтернативный сплайсинг приводит к образованию 3 изоформ. Самая короткая изоформа 2 (150 аминокислот, 17,6 кДа) не содержит мембранного домена и может секретироваться.